# Herzog & de Meuron

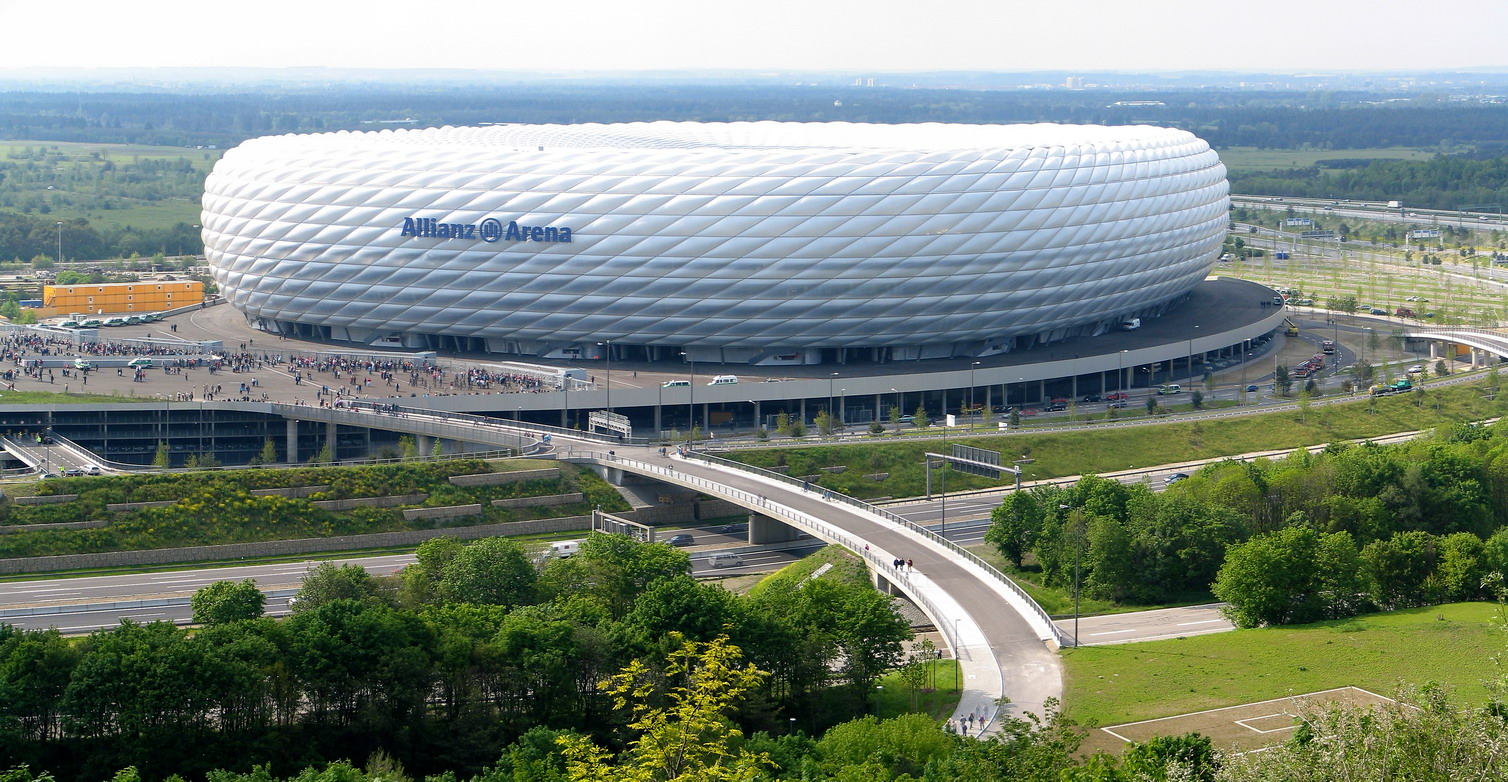
Allianz Arena ở München

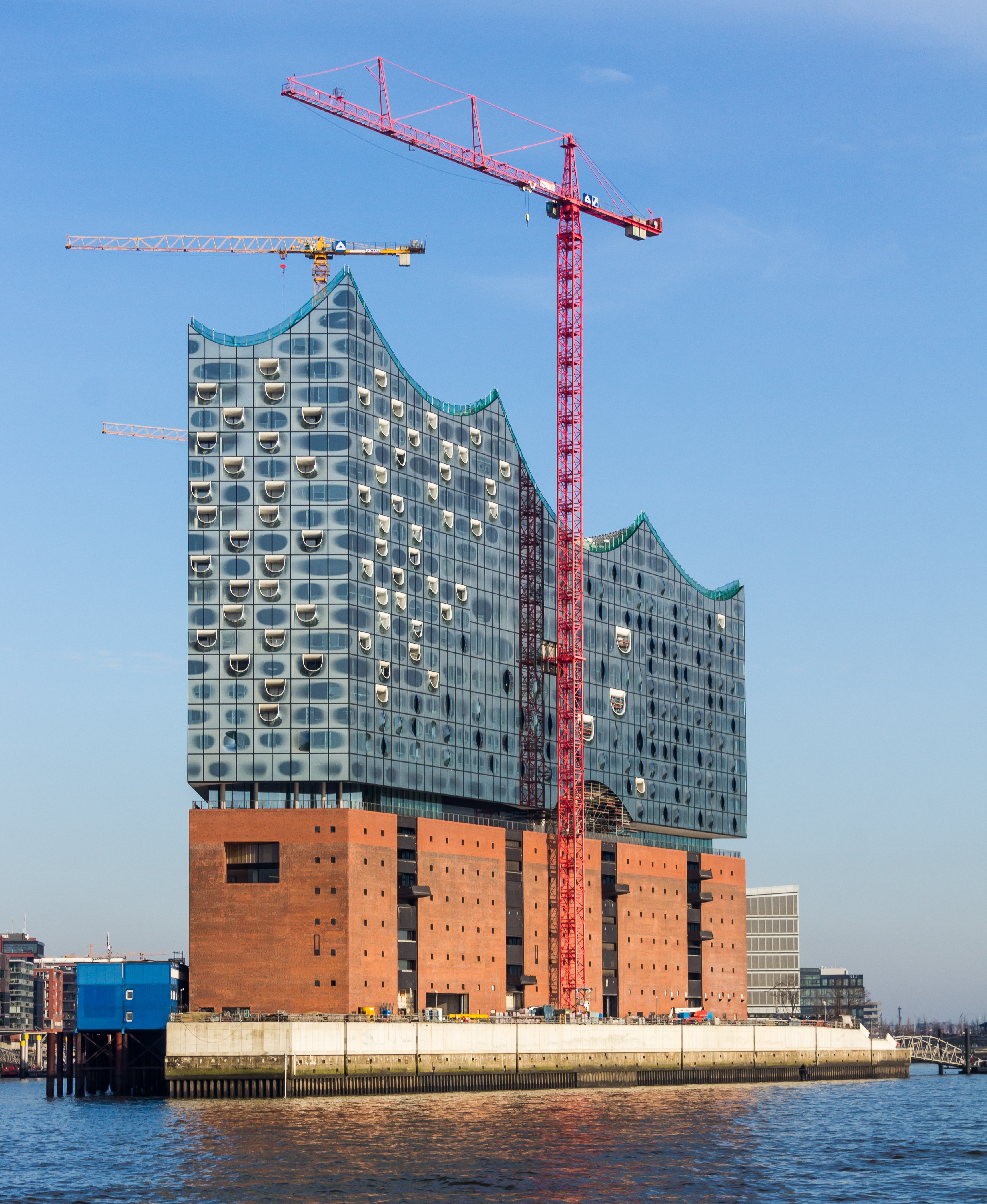
Elbphilharmonie, HafenCity Hamburg (2007-2016).

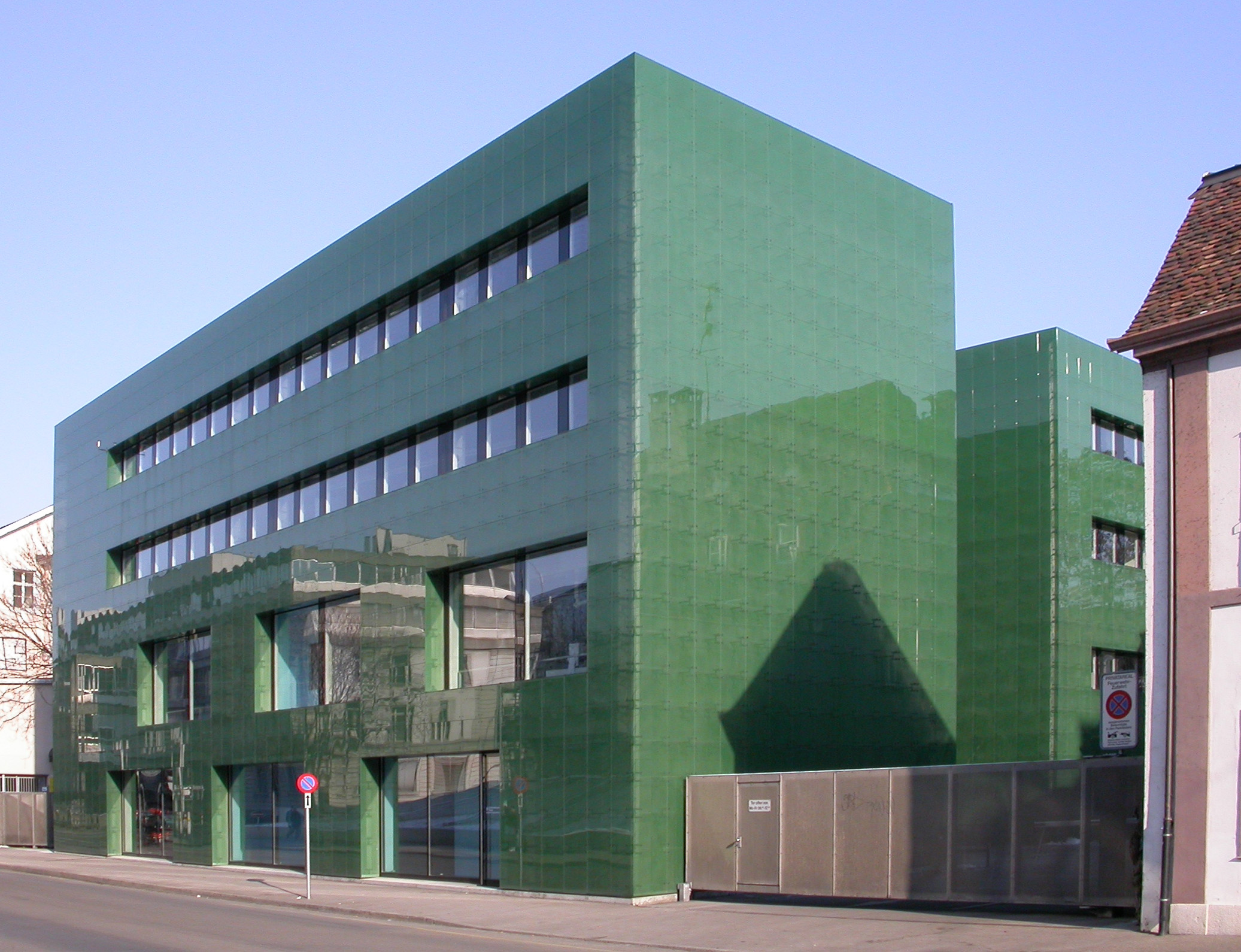
Nhà thuốc ở bệnh viện Basel

Herzog & de Meuron là một hãng kiến trúc được thành lập vào năm 1978 bởi hai kiến trúc sư người Thụy Sĩ là Jacques Herzog (sinh 19 tháng 4 năm 1950 tại Basel) và Pierre de Meuron (sinh 8 tháng 5 năm 1950).
Hai ông cùng được chung giải thưởng Pritzker năm 2001.

## Các công trình kiến trúc
- Sân vận động Quốc gia Bắc Kinh cho Thế vận hội Mùa hè 2008
- Bảo tàng Kỷ niệm M. H. de Young, San Francisco, 2005
- Mở rộng Trung tâm Nghệ thuật Walker, Minneapolis, 2005
- Forum Building, Barcelona, 2004
- Trung tâm Khiêu vũ Laban, London, 2003
- Vận động trường St. Jakob, Basel, Thụy Sĩ, 2001
- Bảo tàng nghệ thuật Tate Modern, London, 1995–2000
- Main railway switchtower, Basel, 1994–1997
- Allianz Arena, München, 2005
- Trung tâm sản xuất rượu Dominus, Napa Valley, California, 1999

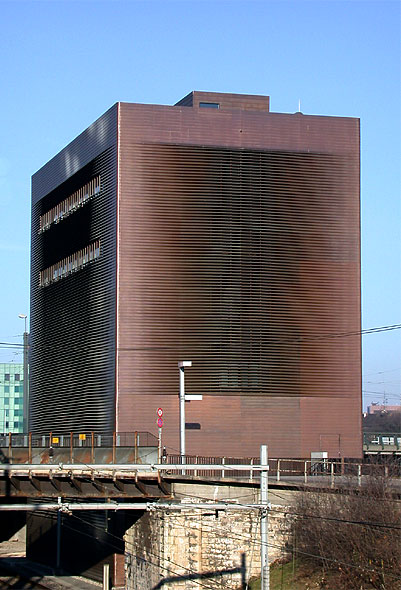
Trung tâm tín hiệu SBB Basel
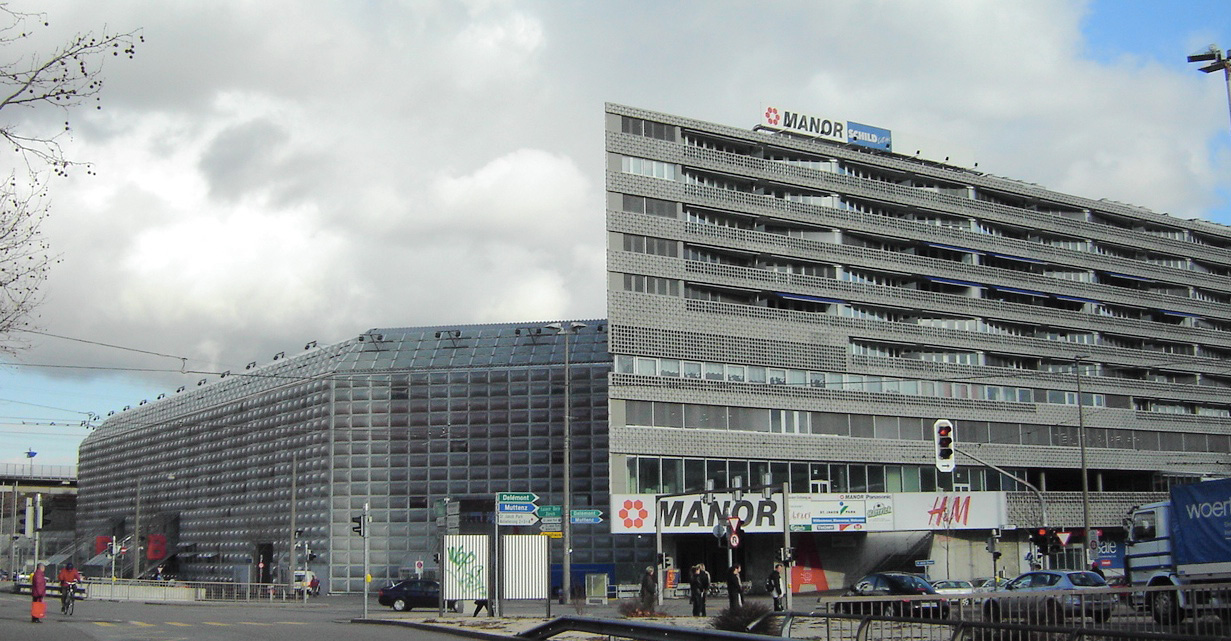
Toà nhà St. Jakob

| Người trước Rem Koolhaas | Jacques Herzog và Pierre de Meuron | Người sau Glenn Murcutt |